# Dolenja Podgora
Dolenja Podgora este o localitate din comuna Črnomelj, Slovenia, cu o populație de 12 locuitori.